# 盧倫真小鯉
盧倫真小鯉（學名：Cyprinella lutrensis）為輻鰭魚綱鯉形目雅羅魚科真小鯉屬的其中一種，分布於北美洲美國密西西比河流域從威斯康辛州西南部和印第安納州東部到懷俄明州，南到路易斯安那州；密西西比河以西至德克薩斯州、新墨西哥州和科羅拉多州的格蘭德河流域，體長可達9.3公分，棲息在沙泥、岩石底質的溪流底中層水域，以藻類、昆蟲為食，繁殖期在4至9月，它們的卵並將它們附著在岩石或植被上，可做為觀賞魚。

## 扩展阅读
維基物種上的相關：盧倫真小鯉